# Чемпіонат Європи з боксу 2004
XXXV Чемпіонат Європи з боксу (чоловіків) відбувся 19 — 29 лютого 2004 року в місті Пула в Хорватії.
Україну представляли: Георгій Чигаєв, Артем Сафіуллін, Максим Третяк, Олег Єфимович, Олександр Ключко, Ігор Пащук, Олександр Бокало, Олег Машкін, Андрій Федчук, Віталій Міхєєнко.

## Медалісти
| Категорія:                         | Золото:               | Срібло:            | Бронза:                                  |
| Перша найлегша вага (до 48 кг)     | Сергій Казаков        | Альфонсо Пінто     | Пал Бедак Салім Салімов                  |
| Найлегша вага (до 51 кг)           | Георгій Балакшин      | Ніколоз Ізорія     | Рустамходжа Рахімов Анджей Ржаний        |
| Легша вага (до 54 кг)              | Геннадій Ковальов     | Алі Аллаб          | Детелін Далаклієв Анджей Лічик           |
| Напівлегка вага (до 57 кг)         | Віталій Тайберт       | Хедафі Джелхір     | Михайло Бернадський Константин Купатадзе |
| Легка вага (до 60 кг)              | Димитр Щилянов        | Сельчук Айдин      | Дьюла Кате Доменіко Валентіно            |
| Перша напівсередня вага (до 64 кг) | Олександр Малетін     | Ігор Пащук         | Мустафа Караголлу Віллі Блен             |
| Напівсередня вага (до 69 кг)       | Олег Саїтов           | Ксав'є Ноель       | Руслан Хаїров Роландас Ясявичюс          |
| Середня вага (до 75 кг)            | Гайдарбек Гайдарбеков | Лукас Вілашек      | Джавід Тагієв Енді Лі                    |
| Напівважка вага (до 81 кг)         | Євген Макаренко       | Марьо Шиволія      | Алекси Куземський Андрій Федчук          |
| Важка вага (до 91 кг)              | Олександр Алексєєв    | Віктор Зуєв        | Ведран Джипало Ертугрул Ергезен          |
| Надважка вага (вище 91 кг)         | Олександр Повєткін    | Роберто Каммарелле | Ярославас Якшто Сергій Рожнов            |

## Медальний залік
| Медальний залік |             |        |        |        |       |
| Місце           | Держава     | Золото | Срібло | Бронза | Разом |
| 1               | Росія       | 9      | 0      | 0      | 9     |
| 2               | Німеччина   | 1      | 1      | 1      | 3     |
| 3               | Болгарія    | 1      | 0      | 3      | 4     |
| 4               | Франція     | 0      | 3      | 1      | 4     |
| 5               | Італія      | 0      | 2      | 1      | 3     |
| 6               | Туреччина   | 0      | 1      | 2      | 3     |
| 7               | Білорусь    | 0      | 1      | 1      | 2     |
| 7               | Грузія      | 0      | 1      | 1      | 2     |
| 7               | Україна     | 0      | 1      | 1      | 2     |
| 7               | Хорватія    | 0      | 1      | 1      | 2     |
| 11              | Польща      | 0      | 0      | 3      | 3     |
| 12              | Азербайджан | 0      | 0      | 2      | 2     |
| 12              | Литва       | 0      | 0      | 2      | 2     |
| 12              | Угорщина    | 0      | 0      | 2      | 2     |
| 15              | Ірландія    | 0      | 0      | 1      | 1     |
| Разом           | 15 держав   | 11     | 11     | 22     | 44    |